# Savoillan
Savoillan é uma comuna francesa na região administrativa da Provença-Alpes-Costa Azul, no departamento de Vaucluse. Estende-se por uma área de 8.81 km². Em 2010 a comuna tinha 62 habitantes (densidade: 7 hab./km²).